# Frédéric Rossel
Pour les articles homonymes, voir Rossel.
Frédéric Rossel, né le 8 avril 1871 à Montbéliard (Doubs) et mort en mars 1940, est un constructeur automobile Français du début du XXe siècle. Son atelier automobile, situé à Sochaux, dans l'est de la France, est à l'origine du site industriel principal de Peugeot.

## Histoire de la marque

### Ses débuts chez les frères Peugeot
Frédéric Rossel est diplômé de l'École Centrale (promotion 1894). Armand Peugeot, un des fondateurs de la marque éponyme et centralien lui aussi, lui propose de s'orienter dans la construction automobile. Rossel accepte, et devient, en 1898, sous-directeur de la première usine automobile Peugeot, à Audincourt (dans le Doubs). Il deviendra un des moteurs de l'ascension de la jeune marque, grâce à ses talents et son perfectionnisme. Il sera par exemple l'instigateur des moteurs verticaux, qui étaient jusque-là horizontaux. Il démissionne de son poste en 1902, toujours tenté par l'aventure de la construction automobile, mais cette fois pour sa propre marque, conforté par l'expérience acquise chez 'Peugeot Frères'.

### La création de la marque Rossel
Il choisit d'installer ses ateliers à Sochaux, et met au point son premier modèle en 1903, une automobile de 25 chevaux environ, animée par un moteur quatre cylindres 'en carré' qui développe 4 000 cm3 de cylindrée. Rossel semble s'inspirer des modèles de la firme Mercedes (déjà réputée), autant dans l'aspect que dans la technique, et sa voiture semble solide et d'une grande qualité. À cette époque, certains désigneront sa marque comme l'équivalent Français de Mercedes. Rossel s'inspire des autres marques, mais sait aussi innover, comme avec l'ajout sur ses modèles d'une soupape de sécurité permettant, par grand froid (temps fréquent dans sa région natale), de ne pas endommager le bloc moteur en cas de gel de l'eau du circuit de refroidissement.
Si son unique châssis, dérivé en plusieurs modèles, est reconnu pour sa qualité, les ventes des automobiles Rossel restent limitées à sa région d'origine, et les bénéfices restent inexistants.
Deux modèles supplémentaires sortiront des ateliers en 1906, une quatre-cylindres dérivée du premier modèle et un peu plus puissante, et une des premières six-cylindres française. Rossel prévoit avec ces modèles de s'intégrer dans la construction des voitures de luxe. La qualité toujours présente lui permet même d'ouvrir aux États-Unis une agence Rossel ! Malheureusement, le perfectionnisme de Rossel ralentit la production, et beaucoup de commandes doivent être refusées, faute de moyens. La fabrique est alors très bien considérée par les amateurs de belle mécanique, mais son rythme de vente et les entrées d'argent, trop faibles, ne lui permet pas de s'agrandir.
Il commencera pourtant à fabriquer des camions industriels, ainsi que des omnibus.
En 1907 sont présentés plusieurs autres modèles, certains dérivés des anciens, mais présentant toujours une grande qualité et de nouvelles innovations. Sans doute une trop grande qualité et de trop nombreuses innovations, car en 1908-1909, Rossel est obligé de réduire ses objectifs automobiles, par la création de modèles plus bas de gamme. Son catalogue contient alors huit automobiles différentes. Ces difficultés économiques empêchent aussi tout programme sportif solide. Pourtant, une de ses automobiles remporte en septembre 1909 la victoire dans sa catégorie lors d'une course de montagne au Mont Ventoux. L'année suivante, un accident dans cette même épreuve détruit l'une des deux voiture de course de la marque (Gasté se cassant le bras), qui ne sera pas en mesure d'en construire d'autres. Entre 1908 et 1911, Vitalis puis Louis Gasté auront été (avec Castle la première fois à Montjeu) les deux principaux pilotes pourvoyeurs de près d'une dizaine de victoires en courses de côte (1908: St Jean à Cannes, Montjeu et Val-Suzon; 1909: Montjeu, Porte Gayole près de Boulogne-sur-Mer et Monte Igueldo près de San Sebastian; 1910: Val-Suzon; 1911: Gaillon).

### L'essai de l'aéronautique
Rossel, fraîchement diplômé, avait un temps travaillé avec le pionnier de l'aviation Clément Ader, sur un de ses avions, l'« Eole III ». Alors que l'entreprise automobile est dans une posture dangereuse, Frédéric Rossel  décide de s'orienter vers l'aéronautique. Il se tourne vers ses voisins les frères Peugeot, et s'associe avec eux pour former la « Société Anonyme des constructions aériennes Rossel-Peugeot ». Cet essai est un échec, puisque peu d'avions seront construits. La nouvelle société construira tout de même plusieurs moteurs rotatifs, utilisés sur des appareils d'autre marque.

### Le retour chez Peugeot
Étant toujours resté en bons termes avec la famille Peugeot, Rossel se voit proposer en 1911 la responsabilité de gérer la construction d'une nouvelle usine Peugeot, à Sochaux, à côté de ses propres ateliers. Il n'abandonne pas sa marque, et va même, en parallèle à son travail pour les frères Peugeot, acheter une deuxième usine près de Paris pour son compte. Sa fabrique de Sochaux continue à produire des automobiles, ainsi que d'autres appareil divers. Mais la situation économique  continue à s'aggraver, malgré la diversification des produits, peut être à cause de la stagnation des modèles automobiles qui n'ont connu que peu d'évolutions pendant la période où Rossel s'intéresse à l'aviation. Peut être aussi à cause des impayés, comme pour une importante commande de taxis pour la ville de Vienne, en Autriche.
Frédéric Rossel semble prendre conscience de la situation, revend sa nouvelle usine de Suresnes à la famille Peugeot (usine qui n'a eu ni le temps ni l'argent de produire quoi que ce soit), arrête la dispersion des productions de ses ateliers. Ce revirement arrive malheureusement trop tard, et la 1re guerre mondiale empêche Rossel d'atteindre ses buts. Après quatre ans à fabriquer des obus, l'usine de Sochaux est devenue désuète, la construction à la chaîne ayant détrôné l'artisanat d'avant guerre. En 1918, les ateliers Rossel sortent un nouveau modèle de petite cylindrée, les automobiles de luxe n'étant pas rentables. Mais en cette période où beaucoup d'entreprises automobiles  périclitent, les automobiles Rossel ne se vendent pas, malgré le souci de qualité qui reste l'apanage de la marque.

### La fin de Rossel
En 1921, Rossel commercialise une nouvelle quatre cylindres, disposant de toutes les nouvelles technologies de l'époque. C'est à nouveau un échec, les rares ventes resteront régionales. La fin de l'entreprise est consommée, lorsqu'en 1923 est lancée sur le marché une six cylindres haut de gamme. Ce dernier sursaut de la marque est son arrêt de mort, les difficultés économiques obligent Rossel à stopper définitivement la production. L'usine de Sochaux est revendue à la société Peugeot, qui par la suite la transformera en un grand complexe, resté pendant plusieurs années le plus grand d'Europe.
Frédéric Rossel continuera quelque temps à travailler dans le monde automobile, par exemple chez Berliet, puis occupera de hautes fonctions dans des organismes régionaux.
Il meurt en mars 1940.

## Modèles automobiles

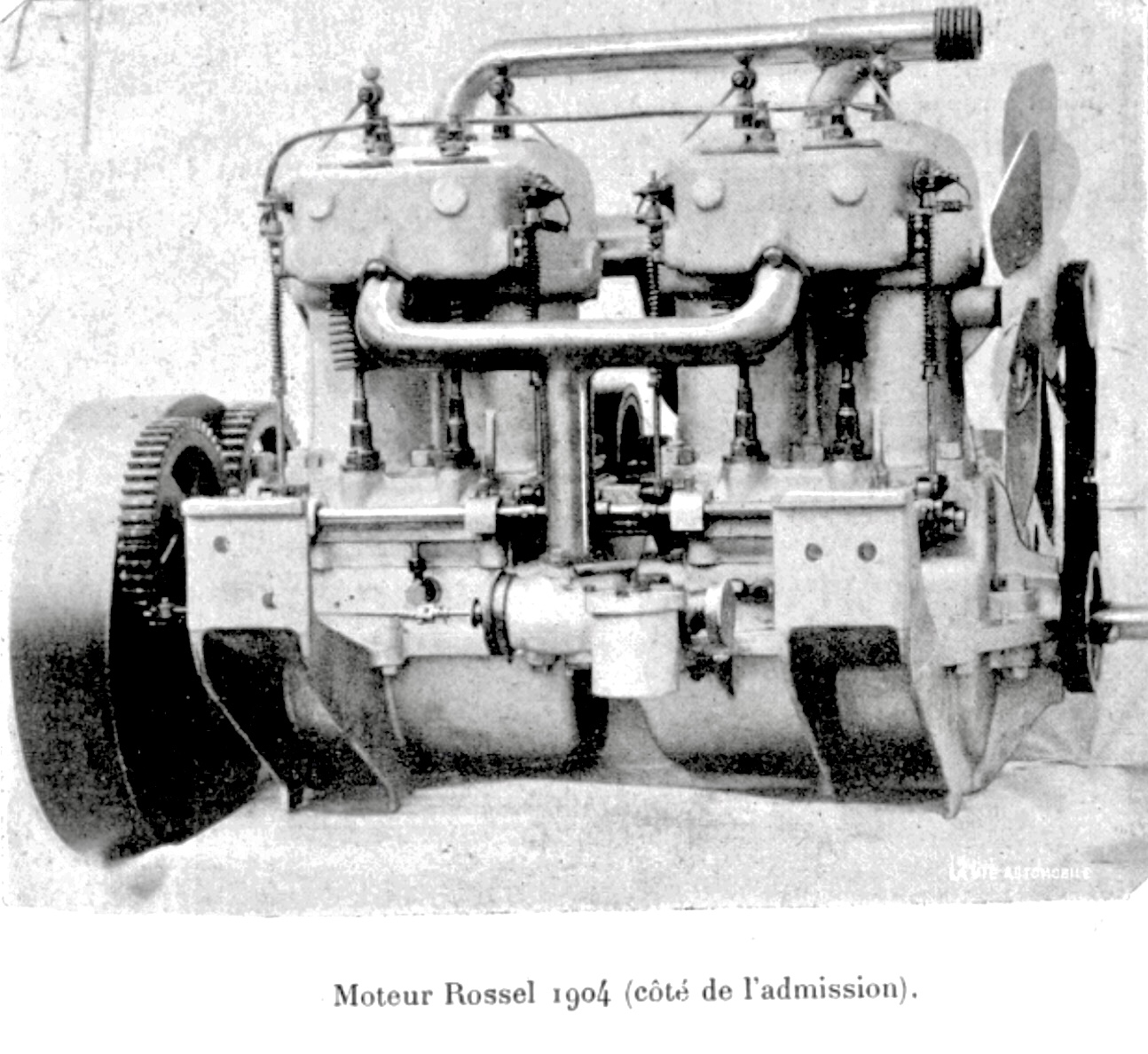
Moteur Rossel 24 CV 3957 cm³ quatre cylindres, alésage 108 mm, course 108 mm.

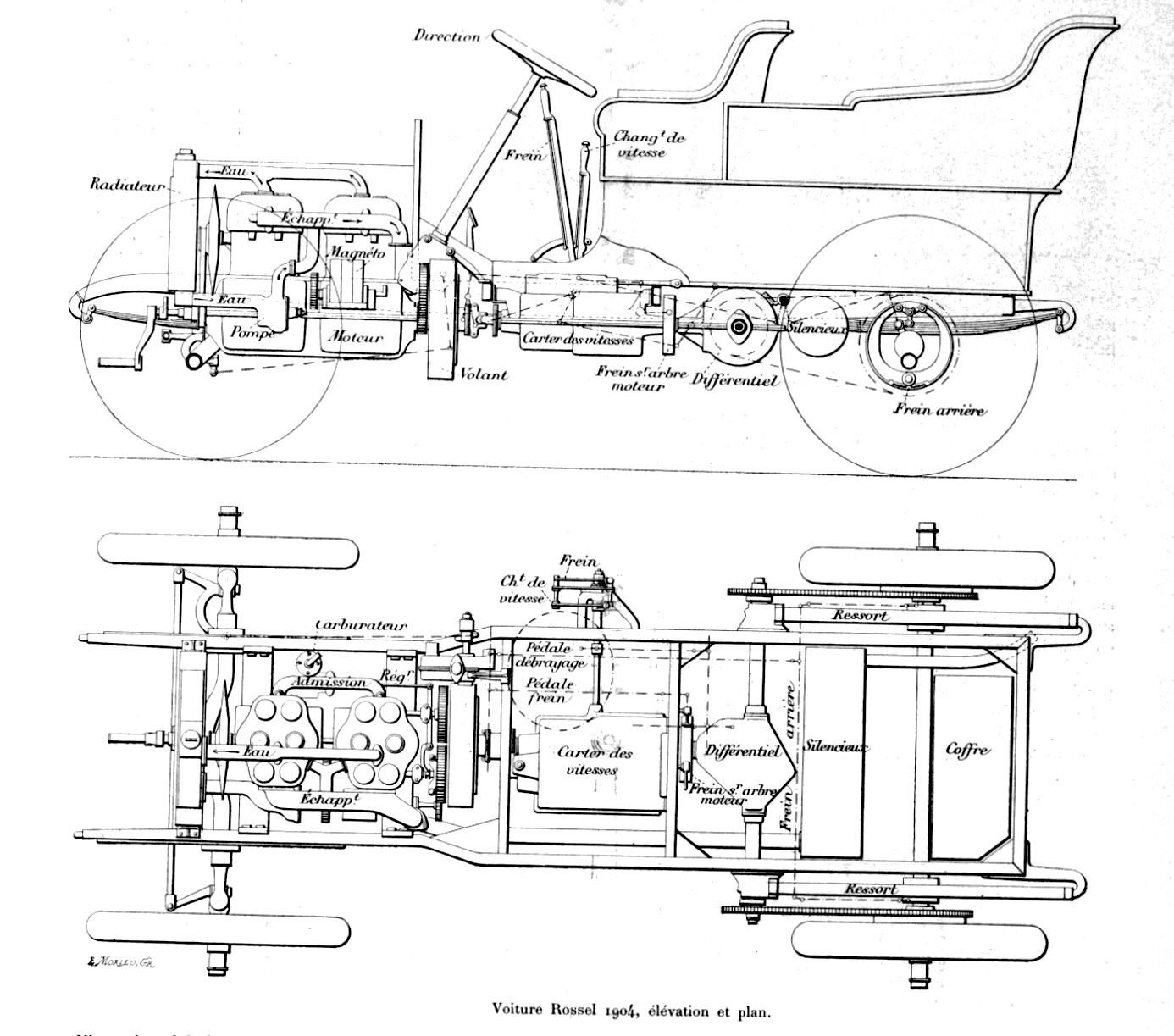
Dessin de conception Rossel 24 CV.

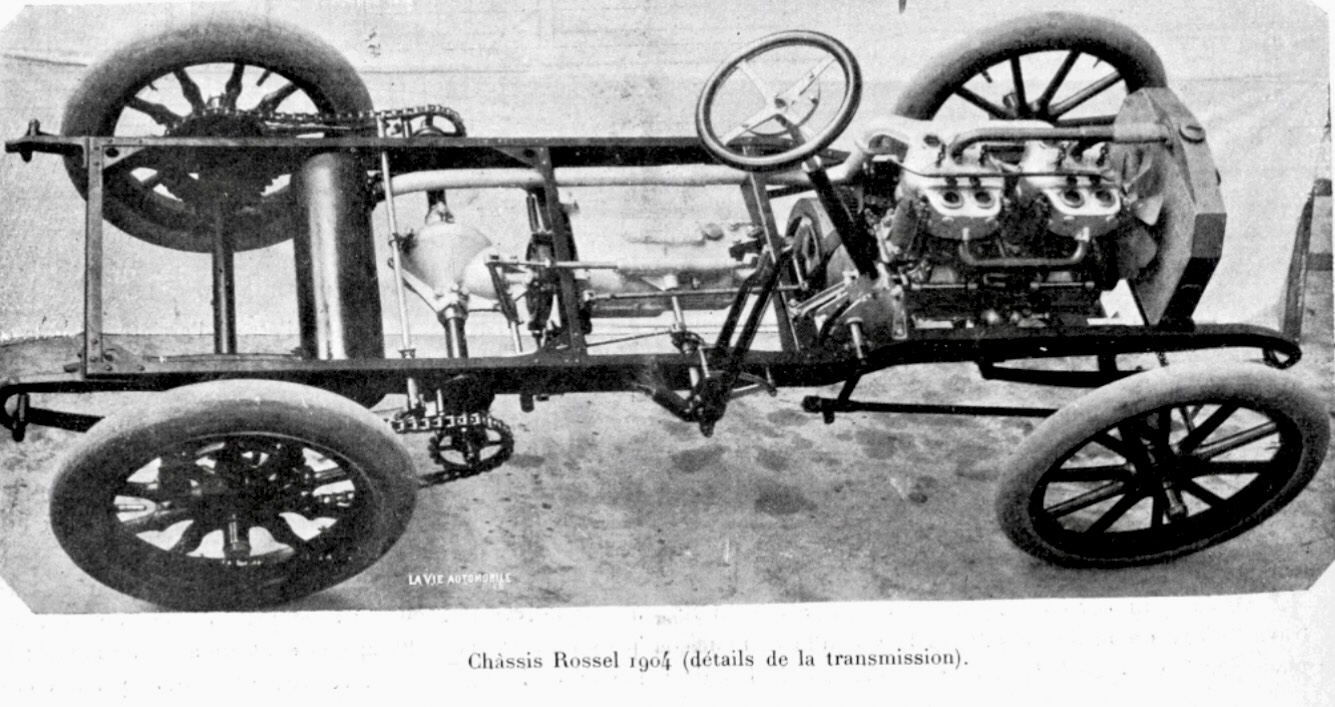
Chassis Rossel 24 CV (1903).

La Rossel 24CV, qui a été produite dans l’usine automobile inaugurée en juillet 1903, pourrait être assimilée à une « Mercedes française » en raison de sa haute qualité. Le véhicule avec le moteur à paires de cylindres doubles avait un allumage par magnéto. La voiture avait une boîte de vitesses à quatre rapports avec marche arrière .
Modèles décrits dans le catalogue de 1908
- Châssis 16-20 & 22-26 HP 4 cylindres
- Châssis 28-35 & 40-50 HP 4 cylindres
- Châssis 30-40, 40-50 & 60-80 HP 6 cylindres

Modèles listés décrits sur le catalogue de 1914
- Type Docteur 10-12 HP
- Type 16 HP
- Type 18 HP Luxe
- Type 18 HP Taxi Russe

## Modèles aéronautiques
La production des avions Rossel-Peugeot est loin d'être pléthorique ; seuls trois avions environ sont construits.
Rossel-Peugeot monoplan de 1910
- Monoplace expérimental, un seul exemplaire
- Envergure : 10,20 mètres
- Longueur : 9,30 mètres
- Surface portante : 20 mètres carrés
- Poids total : 350 kg
- Motorisation : moteur Gnome de 50 ch

## Sources
1. ↑  « Rossel 24CV ;  La locomotion Troisième Année. 1903. (Livraisons 66 à 91). N°66. 3 janvier 1903 - N°91. 28 décembre 1903 p.793 » (consulté le 29 septembre 2024)

- Animation de Sochaux de la MJC, Sochaux d'hier et d'aujourd'hui, 1994,
- Éric Favre, Article Rossel le franc-comtois, 1er février 2004, Gazoline, site de voitures anciennes
- (en) HILL CLIMB WINNERS 1897-1949, par Hans Etzrodt, Part 1 1897-1914s (Kolombus)
- Catalogue F. Rossel & Cie - Sochaux -Montbéliard - 1908
- Catalogue Automobiles Rossel - Caractéristiques des types 1914